# Айжолов, Турсын Габиденович
Турсын Габиденович Айжолов (каз.  Тұрсын Ғабиденұлы Айжолов; род. 5 декабря 1942) — советский и казахстанский военный деятель, генерал-майор (15.12.1993).
Родился 5 декабря 1942 года в Карагандинской области на станции станция Мырза (ныне часть посёлка Актау городской администрации Темиртау). В рядах Вооруженных Сил с 1960 года. Окончил Мурманское высшее морское училище (1966), высшие курсы КГБ СССР (1969). Служил в органах управления КГБ при Совете Министров СССР и КНБ РК. С 1997 начальник высшего пограничного училища. Награждён медалями «За безупречную службу» 1-й, 2-й, 3-й степеней.